# Шмидт, Теодор
Теодо́р (Фёдор Фёдорович) Шмидт (1807—1882) — российский химик, медик, аптекарь, бальнеолог, исследователь минеральных вод Северного Кавказа.

## Биография
Родился в Курляндской губернии. Получив в Дерпте звание аптекарского помощника, определился в 1831 году лаборантом в химическую лабораторию московского отделения Медико-хирургической академии. Здесь он получил в 1835 году звание провизора, а в 1839 году — звание аптекаря 1-го ранга.
В 1838 году перешёл в химическую лабораторию Дерптского университета. Некоторое время работал на кафедре химии Московского университета.
В 1861 году поселился в Пятигорске, где состоял членом гражданского управления медицинской части на Кавказе. Шмидт заведовал лабораторией минеральных вод. Помимо анализов всех источников, вся остальная химическая сторона устройства вод создавалась при участии Шмидта. Его анализы и исследования были напечатаны в бюллетенях Общества натуралистов и в «Сборнике анализов кавказских минеральных вод». Под руководством и по поручению создателя русской бальнеологии С. А. Смирнова активно занимался исследованием и анализом лечебных свойств воды реки Грязнушка.
Шмидту принадлежат до 40 научных работ на немецком языке (подробный перечень трудов Шмидта был помещён в «Ломоносовском Сборнике», М., 1901, где помещена также его биография), а также несколько трудов и на русском языке, в том числе: «Таблицы анализов железноводских источников» (Записки Русского бальнеологического общества, III, выпуск 2, приложение. Пятигорск, 1869), «Анализ Грязнушки» (Записки Русского бальнеологического общества, IV, 1866—1870. Пятигорск, 1870) и «Анализы Кавказских минеральных вод» (Пятигорск, 1876) и другие.